# Marathon (Florida)
Marathon és una població dels Estats Units a l'estat de Florida. Segons el cens del 2000 tenia 10.255 habitants.

## Demografia
Segons el cens del 2000, Marathon tenia 10.255 habitants, 4.597 habitatges, i 2.735 famílies. La densitat de població era de 457,7 habitants/km².
Dels 4.597 habitatges en un 34,8% hi vivien nens de menys de 18 anys, en un 48% hi vivien parelles casades, en un 7,5% dones solteres, i en un 20,5% no eren unitats familiars. En el 29,2% dels habitatges hi vivien persones soles el 8,6% de les quals corresponia a persones de 65 anys o més que vivien soles. El nombre mitjà de persones vivint en cada habitatge era de 2,19 i el nombre mitjà de persones que vivien en cada família era de 2,68.
Per edats la població es repartia de la següent manera: un 17,3% tenia menys de 18 anys, un 6,1% entre 18 i 24, un 28,6% entre 25 i 44, un 32% de 45 a 60 i un 16% 65 anys o més.
L'edat mediana era de 44 anys. Per cada 100 dones de 18 o més anys hi havia 111,7 homes.
La renda mediana per habitatge era de 36.010 $ i la renda mediana per família de 46.361 $. Els homes tenien una renda mediana de 27.057 $ mentre que les dones 24.592 $. La renda per capita de la població era de 22.894 $. Entorn del 9,4% de les famílies i el 14,2% de la població estaven per davall del llindar de pobresa.

## Poblacions més properes
El següent diagrama mostra les poblacions més properes.